# ロンドンブーツ1号2号のオールナイトニッポン
ロンドンブーツ1号2号のオールナイトニッポン（ロンドンブーツいちごうにごうのオールナイトニッポン）はニッポン放送の深夜放送オールナイトニッポンでロンドンブーツ1号2号（田村淳・田村亮）がパーソナリティを担当したラジオ番組。
1996年10月〜2003年3月に放送された。

## 放送時間

### レギュラー放送
- 1996年10月8日〜1998年3月31日 火曜2部 深夜27:00-29:00（水曜未明3:00 - 5:00）
- 1998年4月6日〜1999年3月22日 月曜1部 25:00-27:00（火曜未明1:00 - 3:00）
- 1999年3月29日〜2003年3月24日 LF+R月曜SUPER! 22:00-24:00

### 単発放送
- 2013年2月23日 たけし みゆき 千春も登場! 伝説のパーソナリティが今を語る オールナイトニッポン45時間スペシャル 15:00-17:00
- 2014年8月28日 木曜GOLD 22:00-24:00

## 主なコーナー

### イメージ3・2・1
リスナーのイメージで、勝手に何かをしそうな有名人ベスト3を決めてもらうコーナー。もともとはある週のメッセージテーマで「○○しそうな有名人ベスト3」を募集したところ、その日のエンディングで淳が「コーナーにしてもいいのではないか」と言ったことでコーナー化された。また、2002年にはこのコーナーが書籍化された（「ロンブーの芸能人イメージ3・2・1」ISBN 4594032591）。

### う〜ん納得
新しい言葉に納得できる意味を添えて発表するコーナー。

### じ〜ん
思わずじ〜んとくるフレーズを募集するコーナー。優秀作品には初代チェキが贈られていた

### 偉人でぽわ〜ん
思わずぽわ〜んとくるフレーズを募集するコーナー。上記の「じ〜ん」から派生した。
番組ゲストで呼ばれた深田恭子などの人気アイドルにトークのついでにタイトルを言わせ、それをこっそり録音してタイトルコールとして使用。中身は下ネタ製造コーナー。

### 亮くんの季節にキッス
亮がオープニングで四季の話題をすることが多く、淳がこれに対して「そんな話をしても面白くない。（もっと10代のリスナーをひきつけるような話題を望んでいたようである。）そんなに季節の話をしたいんだったら、四季の話題をするコーナーを作ろうか？」ということで始まった。しかし、数回で終了。

### Oh!ハードボイルド
ハードボイルドだと思うシチュエーションを考えるコーナー。シチュエーションを読み上げるたびに女性の声（声の主は番組スタッフ）で「Oh!ハードボイルド」とコールがあった。コーナーの最初にはバーを思わせる2人の掛け合いがあった。後期になるとゲストで登場した美川憲一による「オー、ハードボイルド」のコールが使われ、2人の掛け合いも亮と淳扮する美川ママのものになった。

### 亮のがんばり節
亮の活躍を報告する形の長文ネタコーナー。ノベルティーとして「亮のがんばりプリクラ」がもらえる（亮が一人で写っているもの1枚）。

### あれれれれ
番組が出題したある言葉をテーマにリスナーが別の似た言葉に変えるコーナー

### 芸能人 ギャップありあり
早坂好恵ネタが多かった。

### リスナーズライムバトル
主に身の周りで起きた出来事などをラップ調のリズムに乗せて、出演応募してきたリスナー同士が競い合う。最後にどちらがより良かったかを判定し勝者を決める。ただ、ネタの内容が下ネタと別所ネタに偏っていた。

## ハプニング・エピソード
- 1998年11月2日（暦としては翌日3日）の生放送中に淳が自宅の電話番号を言ってしまう放送事故があった。

自分の電話にいたずら電話がよく掛かるという話の中で、「『お前、この番号どこから聞いたの？』って言ったら『いや間違い電話です。』って言いやがるんだ。っで『お前は何番に掛けようとしたの？こっちは03…（そのまま全部言ってしまう）なんだけど』って言ってああっー！！」と叫んだ直後急遽CMを入れて、その後放送上で「我々は今生放送中ですのでこの電話には出られません。似た番号に間違い電話が掛かって大変迷惑しています」などと放送して鎮静化を図ろうとしたものの、明けた翌日が文化の日であった関係で電話番号変更などの手続きができず、翌日ずっと電話が鳴り続けたと翌週話していた。
- 淳がまだ無名時代の氣志團にはまり、リスナーに氣志團に関する情報を求めたところ、放送中に綾小路翔本人からメールがきたことがある。
- 番組終了後の後日談として淳が語っていたところによると、ニッポン放送から一方的に「亮さんは降りてください、淳さんは『いいネ!』をやってください」と言われたそうで、当時、淳は泣きながら「まだまだ相方と2人でやらせてくださいよ!」と訴えたが、願いはかなわず渋々いいネ!を引き受けたという。しかし、『いいネ!』終了後に1部に1人で戻ったあと、すぐに終わってしまい、「ニッポン放送あまり好きじゃない」と語った（2013年の復活時）。亮はオールナイト終了後、単独で『BATTLE NIGHT RYO キックorチョップ』（bayfm）を担当した。
- レギュラー時代は受付メールアドレスはlonboo@allnightnippon.comだったが、2013年の復活特番以降はlondon@allnightnippon.comへ変更されている。

## スタッフ
- ディレクター：ニワさん（2部時代）